# Asociación Internacional Trapense
La Asociación Internacional Trapense  es una asociación internacional sin ánimo de lucro fundada en 1997 con sede en Vleteren (Bélgica). La asociación cuenta con veintiún miembros entre los que se cuentan abadías y monasterios trapenses en Alemania, Bélgica, España, Estados Unidos, Francia, Países Bajos y Reino Unido. Esta organización otorga el sello o etiqueta «Authentic Trappist Product» a los productos que cumplen una serie de criterios. Es similar a una denominación de origen, pero no puede encuadrarse dentro de esta categoría puesto que la procedencia geográfica de estos productos —especialmente tras las últimas inclusiones— se circunscribe a un ámbito muy amplio.

## Historia
La protección de la denominación de origen trapense tiene como objetivo defenderse de la competencia desleal. Antes de la Segunda Guerra Mundial hubo intentos por parte de los monjes de proteger la denominación cerveza trapense o trapista. Hasta 1962 había otros fabricantes usando la palabra trapista para comercializar sus productos en su etiquetado. Así, los monjes de Orval acudieron a un abogado e iniciaron un procedimiento legal con el objetivo de proteger su marca y que otros fabricantes no pudieran usarlo. En 1985, el Tribunal de Comercio de Bruselas reconoció el derecho a los monasterios de la Orden de la Trapa a distinguir sus productos —no solo cerveza, sino también quesos y otros— principalmente por su calidad, en especial la cerveza, dado que son numerosas las marcas que se habían apropiado de una imagen religiosa sin ser producidas realmente por un monasterio. En 1997 ocho abadías o monasterios trapenses se unieron para crear la Asociación Internacional Trapense (AIT) y para identificar sus productos idearon la etiqueta «Authentic Trappist Product» bajo el cumplimiento de una serie de criterios.
Esta etiqueta garantiza no sólo el origen monástico del producto, sino también que los productos vendidos cumplen con unos estándares de calidad y una tradición incardinada dentro de la cultura monástica trapense. Aunque esta etiqueta pueda ser utilizada también para otros productos, hasta la fecha (2016) se emplea solamente para cerveza, licores, queso, pan, galletas y chocolates.

## Criterios
La asociación concede a las marcas colectivas la certificación de calidad «Authentic Trappist Product», que garantiza al consumidor la procedencia y autenticidad del producto si cumplen los siguientes criterios:
1. El producto debe producirse dentro de los muros o en las proximidades de la abadía.
2. El producto debe ser producido por o bajo la supervisión de la comunidad monástica y la operación debe estar subordinado al monasterio y su cultura monástica.
3. Los ingresos serán usados para el sustento de los monjes y para el mantenimiento del monasterio. Lo que sobre debe destinarse a obras sociales.

## Productos trapenses
A continuación se listan los productos que pueden comercializarse bajo la denominación trapenses, de los cuales algunos llevan la etiqueta «Authentic Trappist Product». El símbolo   significa que la abadía elabora ese producto y puede comercializarlo bajo la denominación trapense pero no puede ponerle el sello, debido generalmente a que no se produce dentro de los muros del monasterio o sus inmediaciones, pero sí con la colaboración y ayuda de monjes trapenses.
La cerveza de la abadía de Mont des Cats (Francia) es considerada una trapista más pero no tiene el certificado y logo ATP, pues se produce en el Monasterio de Scourmont (Chimay), ya que sus instalaciones fueron destruidas por un bombardeo en 1918 durante la Primera Guerra Mundial. Al no cumplir este punto, tiene la denominación de origen "trapista" pero no el certificado "ATP" que otorga la Asociación Internacional Trapense. Es lo que se podría llamar una "cerveza de solidaridad".
En marzo de 2016, el Monasterio de San Pedro de Cardeña presenta su primera cerveza, una triple rubia de 7%, convirtiéndose así en el primer monasterio español en producir cerveza trapense. No obstante, no cuenta con el sello otorgado por la Asociación Internacional Trapense debido a que el primer lote piloto se ha elaborado en una microcervecera de Madrid por Bob Maltman de Dawat siguiendo las indicaciones de los monjes, pero se planea elaborarla en nuevas instalaciones dentro de los muros del monasterio.
| Abadía                                    | Ubicación      | Cerveza       | Queso         | Otros productos                                                      |
| ----------------------------------------- | -------------- | ------------- | ------------- | -------------------------------------------------------------------- |
| Sint-Benedictusabdij De Achelse Kluis     | Bélgica        | Achel         |               |                                                                      |
| Abdij Onze-Lieve-Vrouw van Nazareth       | Bélgica        |               |               | Cosméticos, productos de limpieza, objetos litúrgicos y otros        |
| Abbaye Notre-Dame de Brialmont            | Bélgica        |               |               | Setas y otros                                                        |
| Monasterio de San Pedro de Cardeña        | España         | Cardeña       |               | Vinos y licores                                                      |
| Abbaye Notre-Dame de Clairefontaine       | Bélgica        |               |               | Pan, galletas y otros                                                |
| Abdij Lilbosch y Abdij Ulingsheide        | Países Bajos   |               |               | Carne, vinos y licores                                               |
| Stift Engelszell                          | Austria        | Engelszell    | Engelszell    | Vinos y licores                                                      |
| Priorij Onze-Lieve-Vrouw van Klaarland    | Bélgica        |               |               | Pan, galletas, miel, mermeladas, hostias, objetos litúrgicos y otros |
| Abdij Onze-Lieve-Vrouw van Koningshoeven  | Países Bajos   | La Trappe     | La Trappe     | Pan y galletas , chocolate , miel y mermeladas                       |
| Abtei Mariawald                           | Alemania       |               |               | Vinos, licores, cosméticos y otros                                   |
| Abbaye du Mont des Cats                   | Francia        | Mont des Cats | Mont des Cats |                                                                      |
| Abbaye Notre-Dame d’Orval                 | Bélgica        | Orval         | Orval         | Miel y mermeladas                                                    |
| Abbaye Notre-Dame de Saint-Remy           | Bélgica        | Rochefort     | Rochefort     |                                                                      |
| Abbaye Notre-Dame de Scourmont-lez-Chimay | Bélgica        | Chimay        | Chimay        |                                                                      |
| Abbaye Notre-Dame de Soleilmont           | Bélgica        |               |               | Pan, galletas, objetos litúrgicos y otros                            |
| Saint Joseph's Abbey                      | Estados Unidos | Spencer       |               | Miel, mermelada y objetos litúrgicos                                 |
| Abbazia delle Tre Fontane                 | Italia         | Tre Fontane   |               | Vinos, licores, chocolate y aceite de oliva                          |
| Abdij der Trappisten van Westmalle        | Bélgica        | Westmalle     | Westmalle     |                                                                      |
| Abdij Sint-Sixtus                         | Bélgica        | Westvleteren  |               |                                                                      |
| Abdij Maria Toevlucht                     | Países Bajos   | Zundert       |               | Otros                                                                |
| Mount Saint Bernard Abbey                 | Reino Unido    | Tynt Meadow   |               | Miel, alfarería, objetos litúrgicos y otros                          |
| 21                                        |                | 11 (+2)       | 6 (+1)        |                                                                      |